# Ladera Ranch, Kalifornien
Ladera Ranch är en ort (CDP) i Orange County, i delstaten Kalifornien, USA. Enligt United States Census Bureau har orten en folkmängd på 22 980 invånare (2010) och en landarea på 12,7 km².